# Emma Bolger
Emma Bolger (* 5. Januar 1996 in Dublin) ist eine irische Filmschauspielerin, die als Kinderdarstellerin bekannt wurde.

## Karriere
Bekanntheit erlangte Bolger 2002 durch den Film In America, in dem sie zusammen mit ihrer älteren Schwester Sarah mitspielte und für den sie 2004 mit dem Young Artist Award in der Kategorie Beste Darstellung in einem Spielfilm (Schauspielerinnen bis 10 Jahre) ausgezeichnet wurde.
2005 spielte sie die Titelrolle in der britischen Heidi-Verfilmung.

## Filmografie (Auswahl)
- 2002: In America
- 2003: Intermission
- 2004: Proof (Fernsehserie, 4 Episoden)
- 2005: Heidi